# Gisela Krohn

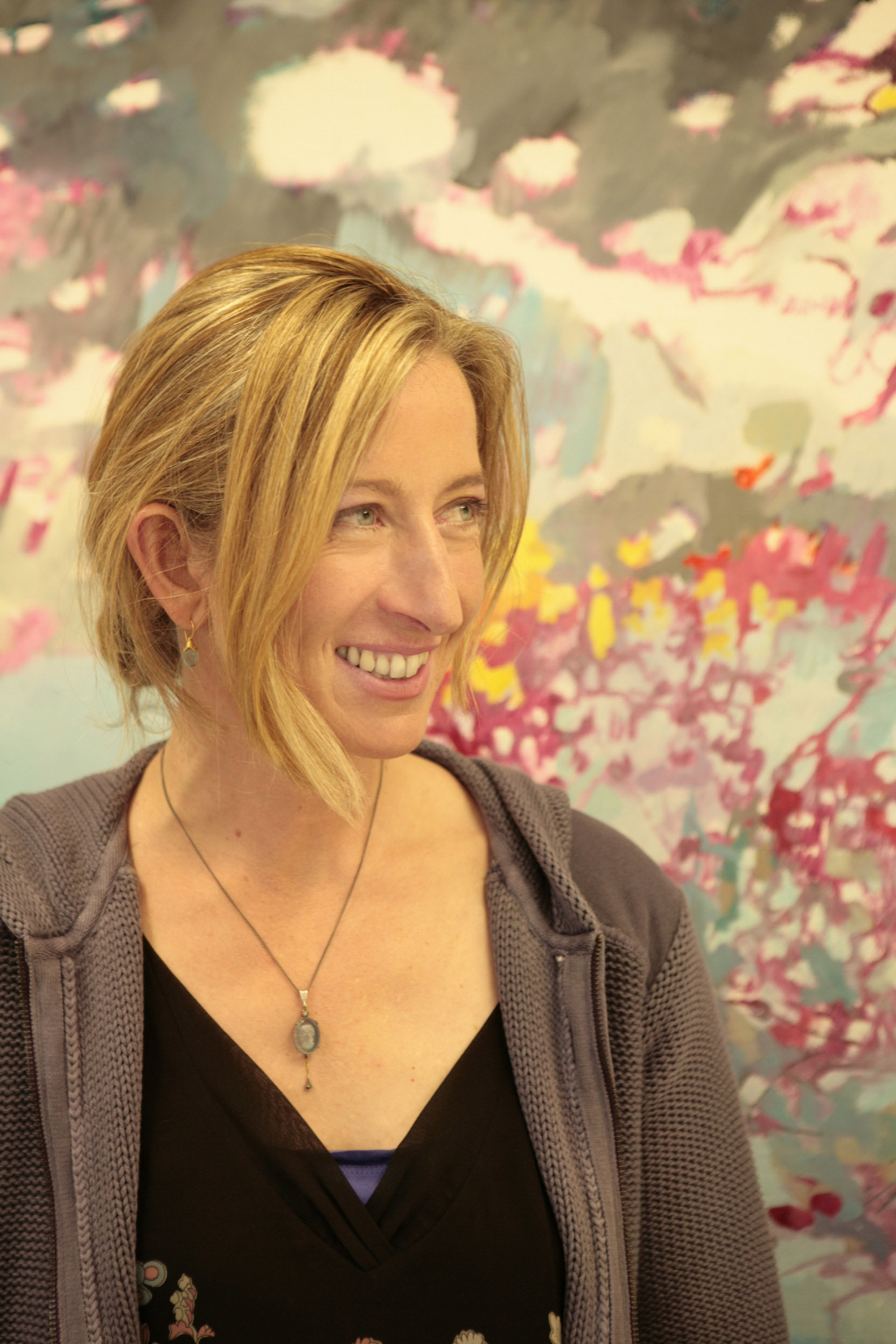
Gisela Krohn

Gisela Krohn (* 17. Oktober 1966 in Köln) ist eine deutsche Malerin. Sie lebt und arbeitet in Tutzing am Starnberger See und in Berlin.

## Leben
Gisela Krohn besuchte von 1982 bis 1984 die Fachoberschule für Gestaltung in Köln. Darauf folgte eine Bühnenbildassistenz am Theater im Bauturm bei Andrew Hippe Davis und ein Praktikum im Siebdruck in der Galerie Engels. 1987 übersiedelte sie nach Berlin. Nach verschiedenen Assistenzen am Theater u. a. am Hebbel-Theater  und am Theater am Ufer (Berlin), machte sie von 1991 bis 1995 eine Ausbildung zur Theatermalerin an der Deutschen Oper in Berlin. Ihre Arbeit am Theater beeinflusste nachhaltig ihre spätere künstlerische Laufbahn, insbesondere im Umgang mit großen Formaten und verschiedenen Maltechniken.
Im Anschluss studierte sie von 1995 bis 2001 Malerei an der Kunsthochschule Berlin-Weißensee, zuerst bei Werner Liebmann und im Folgenden bei Hanns Schimansky. Im Jahr 2000 studierte sie an der École des Beaux-Arts in Bordeaux. Dort entstanden ihre großformatigen Serien über Alleen – eines der wiederkehrenden Motive ihrer Arbeit. In Zusammenarbeit mit dem Goethe-Institut und der École des Beaux-Arts entstand die Ausstellung dans le jardin de mon ami. Im Jahr 2001 machte sie ihr Diplom an der Kunsthochschule Berlin-Weißensee.

## Werk
Krohns zentrale Motive sind Wald, Alleen und großformatige Landschaften, die sich zwischen Abstraktion und Naturalismus bewegen. Der Schwerpunkt von Krohns Arbeit liegt damit in der künstlerischen Erfassung der Natur. Krohn geht es dabei in ihren Werken nicht darum, die äußere Natur, sowie sie sich in der Sinneswahrnehmung darbietet, zur Darstellung zu bringen. Die Natur, die Krohn in ihren Bildern festhält, ist vielmehr eine vorwiegend geistig erfasste Natur, in der ideelle Prinzipien wie Form und Gestalt dominieren. Jenseits der gängigen Trennung von Geist und Natur bzw. Kultur und Natur geht es ihr in ihren Werken mit diesem Ansatz darum, durch eine gesteigerte Form des Sehens die innere Werthaftigkeit der Natur herauszuarbeiten. Die auf diese Weise geschaute Natur weist mystisch-utopische Züge auf, jedoch ohne die gegebene Natur in ihrer Realität zu negieren. „Meine Kunst ist emotional und konzeptuell“, sagt die Künstlerin selbst. Kennzeichnend für ihr Schaffen ist ein komplexes Zusammenspiel von Licht und Schatten, das Stimmungen und Rhythmus erzeugen. Die Maltechnik ist Öl auf Leinwand oder Tusche, Aquarell auf Papier. Krohn unternahm verschiedene Reisen zu den Victoriafällen in Afrika. Im Jahr 2012 stellte sie ihre Werke über die Wasserfälle im DSV-Kunstkontor des deutschen Sparkassen-Verbandes Stuttgart aus. Sie arbeitete des Weiteren an verschiedenen Kinofilmen und als Theatermalerin u. a. für Robert Wilsons Leonce und Lena am Berliner Ensemble als Set Painter für den Film Rembrandt unter der Regie von Charles Matton.

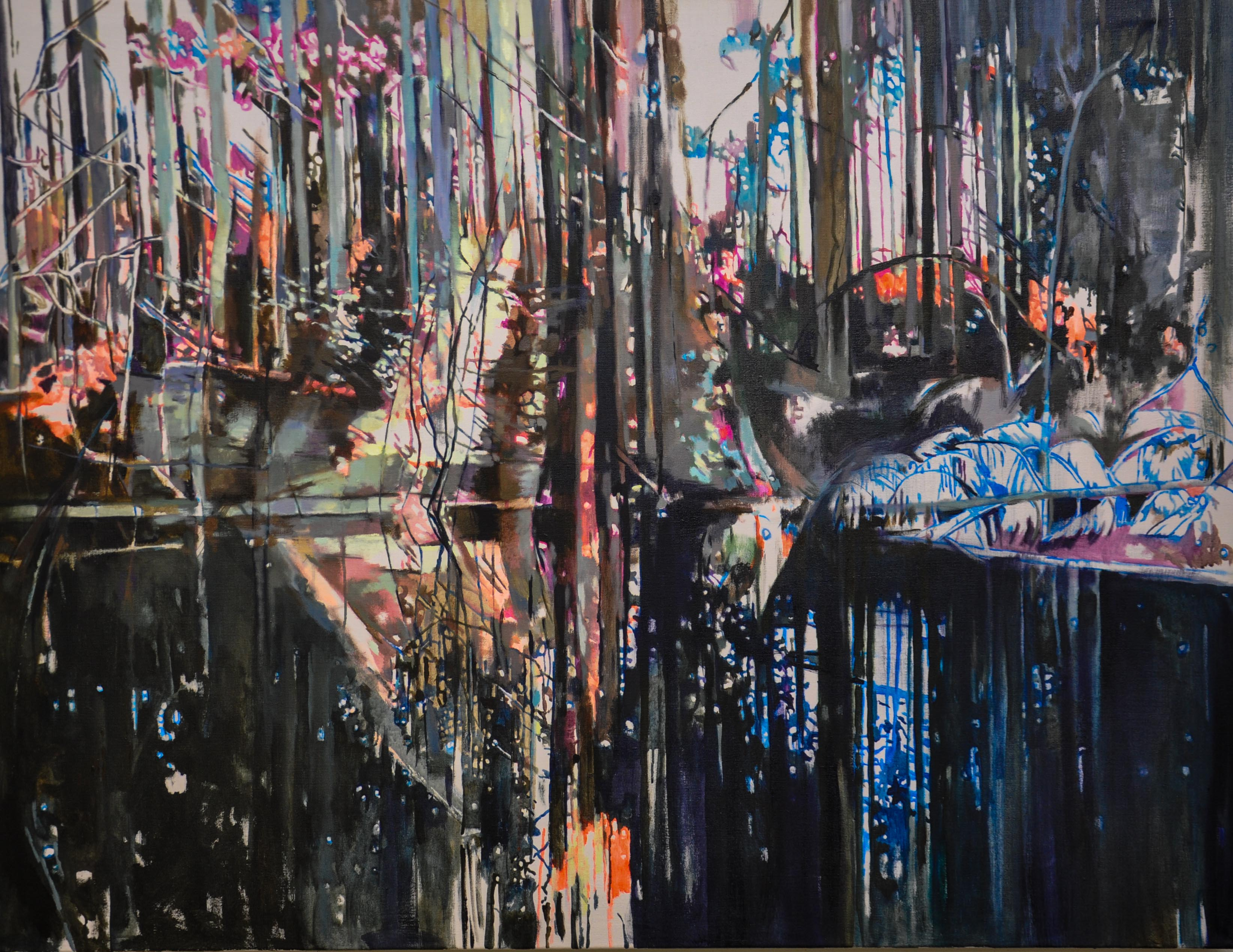

## Projekt: „Wald.Wolf.Wildnis.“
Seit 2018 kuratiert Krohn das Ausstellungsprojekt „Wald.Wolf.Wildnis“, das sie selbst initiierte. Es setzt sich dafür ein, den inneren Wert der Natur in der Mannigfaltigkeit seiner Aspekte mit künstlerischen Mitteln herausarbeiten. Dabei soll aufgezeigt werden, dass die Natur über eine Tiefendimension verfügt in der sich Geist und Natur nicht einander entgegengesetzt sind, sondern vielmehr zusammen ein umfassendes Ganzes bilden. Dass die Kunst besonders dazu geeignet ist, die Natur nicht in Einzelaspekte zu zerlegen, sondern in ihrer Totalität zur Darstellung zu bringen, soll in den Ausstellungen sichtbar gemacht werden. Das Ausstellungsprojekt ist dabei eingebettet in ein Programm, an dem nicht nur Künstler, sondern auch Wissenschaftler aus Bereichen wie der Biologie, Philosophie, Forstwissenschaft, Literatur- und Kulturwissenschaftler teilnehmen. Neben der Interdisziplinarität ist die internationale Ausrichtung des Projektes von besonderer Bedeutung. Im Zentrum des Projektes steht die Figur des Wolfes, dem schon in der Antike mythologische Bedeutung zukam. Der Versuch der Wiedereingliederung der Wölfe in die europäische Kulturlandschaft könnte zum Prüfstein dafür werden, wie ernst uns der Schutz der uns umgebenden und unser Leben tragenden Natur wirklich am Herzen liegt. Der Wolf erscheint den teilnehmenden Künstlern als Paradigma für den Eigenwert der Natur als besonders geeignet, da er sich dem Menschen nicht unterordnet und durch seine bloße Anwesenheit gleichsam ein Nebeneinander von Mensch und Natur einklagt. Obwohl der Wolf so gut wie nie einen Menschen angreift, sind die Urängste, die sich auf ihn beziehen, in der heutigen Zeit unberechtigt. Der Wolf fordert durch seine bloße Existenz den Menschen gerade heute dazu auf, seine eigene Stellung in der Natur neu zu überdenken. Ein Miteinander – gerade wenn es unbequem ist – stellt die eigentliche Herausforderung dar, denn Wolf und Mensch sind sich sehr ähnlich. Im Angesicht der ökologischen Krise gehört es zu einer der lebensnotwendigen Aufgabe des Menschen zu begreifen, dass er auch nur ein Teil der Natur ist. Das Wilde und ursprünglich Lebendige im Menschen, wie es gerade vom Wolf widergespiegelt wird, soll dabei in den künstlerischen Werken auch als Anstoß dazu dienen, unsere gegenwärtige Lebensform zu transzendieren.

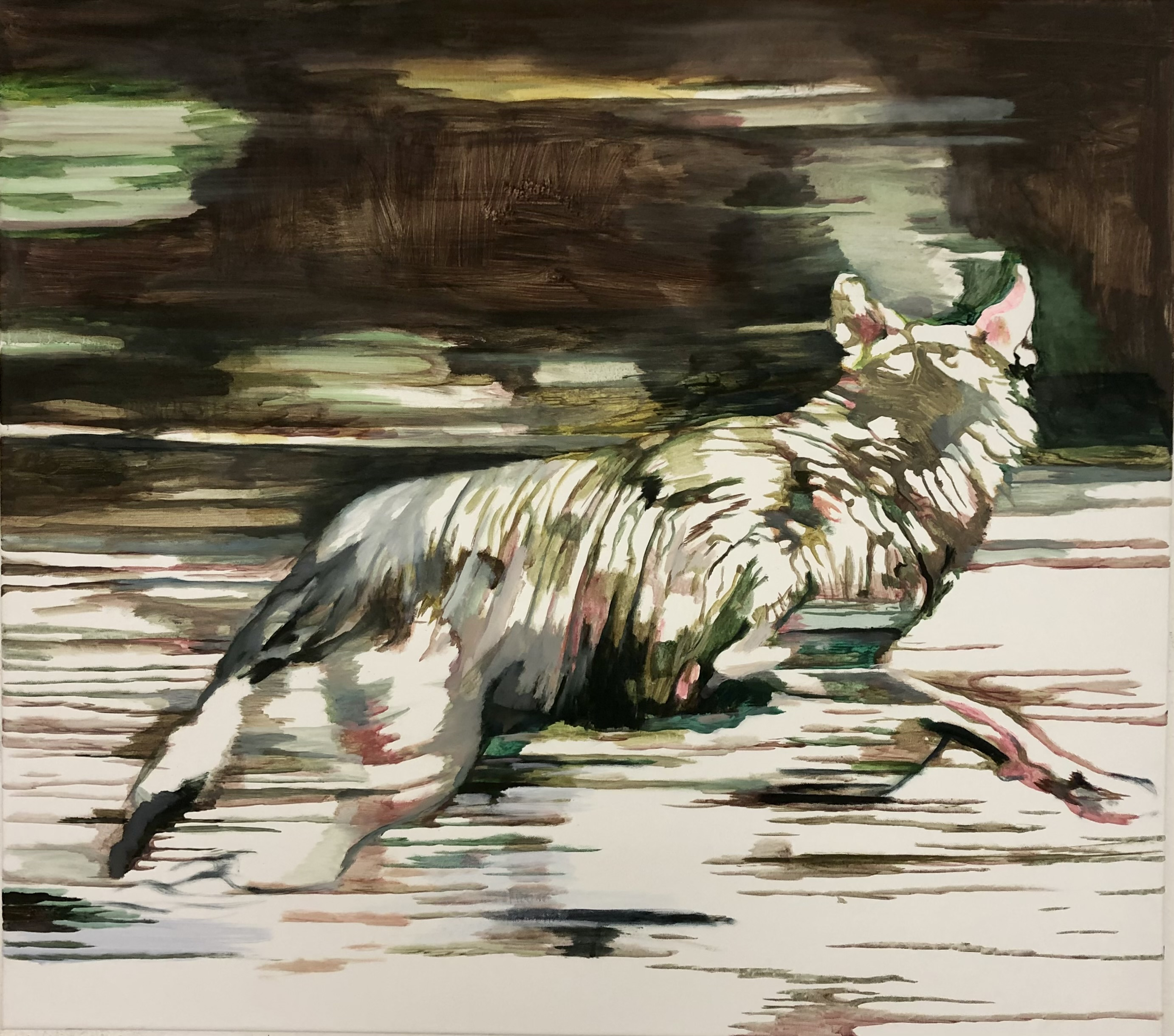

## Ausstellungen

### Einzelausstellungen
- 2024: „Translucent Nature“, Galerie Wittenbrink, München, 18.01.24 - 18.02.24
- 2022: Ausstellung „Gisela Krohn: Sparkling lights“  Galerie Robert Drees, Hannover, 11.09.22 bis 12.11.22
- 2021: Ausstellung „Gisela Krohn: tiefes Wasser“ Galerie Hübner & Hübner Frankfurt am Main, 9. April bis 23. Mai 2021
- 2019: Galerie Wittenbrink, München: „Lichtblick“, 9. Mai bis 29. Juni 2019
- 2018: Von Fraunberg Art Gallery, Düsseldorf: „Das Ende der Nacht“[7]
- 2017: Ev. Akademie Tutzing: „Blaues Land und Großstadtlärm“, Präsentation Natur und Kunst
- 2017: Galerie Biesenbach, Köln
- 2016: Galerie Villa Köppe, Berlin: „Wald als emotionale Landschaft“
- 2015: Galerie Frey, Salzburg, Österreich: „Reflections“
- 2015: Galerie Biesenbach, Köln: „Rutengänger im Stillen“
- 2014: Galerie Frey, Salzburg, Österreich
- 2014: Galerie Art Affair, Regensburg
- 2013: ARD-Hauptstadtstudio, Berlin
- 2013: Galerie Wittenbrink, München: „Open secret“, Einzelausstellung, mit Katalog
- 2012: Hubertus Melsheimer Kunsthandel, Köln: „100 Jahre Landschaft“
- 2012: DSV-Kunstkontor Stuttgart: „My memories are like water“, Bilder vom Victoria Fall, Zimbabwe Afrika
- 2009: Kunstamt Berlin-Friedrichshain: „Hinter dem Liebnitzsee“
- 2009: Galerie Wittenbrink, München: „Rasende Stille“
- 2006: Audi-Forum Berlin

### Gruppenausstellungen (Auswahl)
- 2023: skulptur.com Müller & Petzinna GmbH, Gisela Krohn und Michael Jastram „Komorebi“, 06.10.2023 – 29.10.2023
- 2022 Artes Berlin, DAYDREAMING, 05.02. – 26.03.22
- 2018: Galerie Rother Winter, Wiesbaden: „Inspiration Natur“[8]
- 2017: Galerie Westphal, Berlin: „Berlin am Meer“
- 2017: Galerie Biesenbach: ChangefiveX „Nature“
- 2016: Galerie Madesta, Regensburg: „Schauplatz Natur“
- 2015: Yongsan War Memorial Museum, Seoul, Korea, GA (bis 20. März 2016)
- 2014: Haus Beda, Bitburg: „Mythos Wald“, Zeitgenössische und historische Interpretationen zum Thema Wald
- 2014: Galerie Biesenbach, Köln.
- 2011: XII International Workshop of Visual Arts and Artists, Meeting in Marianowo, Polen, Hubertus Melsheimer Kunsthandel, Köln, Art Karlsruhe
- 2007: La Biennale du Prieuré, Belgien, Art Cologne
- 2007: Galerie Wittenbrink, München: „Trügerische Stille“
- 2006: Hubertus Melsheimer Kunsthandel, Köln
- 2006: Kunstmesse Karlsruhe

### Art and nature project
- 2020/2021: Neue Galerie im Haus Beda, Bitburg: „Wald.Wolf.Wildnis“, 4. Oktober 2020 bis 31. Januar 2021
- 2020: Ausstellung „Wald. Wolf. Wildnis.“ Museum Villa Rot, Burgrieden-Rot, 23. Februar 2020 bis 20. September 2020